# Svenska mästerskapen i längdskidåkning 1947
Svenska mästerskapen i längdskidåkning 1947 arrangerades, som en del av stora SM-veckan, i Falun den 16-23 februari.

## Medaljörer, resultat

### Herrar
| Gren              | Guld                                                          | Guld                                                          | Guld    | Silver                                                        | Silver                                                        | Silver  | Brons                                                    | Brons                                                    | Brons   |
| 15 km             | Nils Karlsson                                                 | IFK Mora                                                      | 56.34   | Nils Östensson                                                | Sälens IF                                                     | 56.56   | Manfred Sjödin                                           | Kramfors IF                                              | 57.13   |
| 30 km             | Nils Östensson                                                | Sälens IF                                                     | 1.38.15 | Anders Törnkvist                                              | IFK Mora                                                      | 1.38.23 | Martin Lundström                                         | IFK Umeå                                                 | 1.38.48 |
| 50 km             | Harald Eriksson                                               | IFK Umeå                                                      | 2.49.29 | Anders Törnkvist                                              | IFK Mora                                                      | 2.51.18 | Holger Hägglöf                                           | Västerås IK                                              | 2.53.55 |
| Stafett 3 x 10 km | IFK Umeå (Gunnar Karlsson, Harald Eriksson, Martin Lundström) | IFK Umeå (Gunnar Karlsson, Harald Eriksson, Martin Lundström) | 1.42.10 | Östersunds SK (H. Pettersson, H. Hemmingsson, Arthur Herrdin) | Östersunds SK (H. Pettersson, H. Hemmingsson, Arthur Herrdin) | 1.44.27 | Lycksele IF (Ivan Stenvall, Uno Holmgren, Olle Holmgren) | Lycksele IF (Ivan Stenvall, Uno Holmgren, Olle Holmgren) | 1.44.35 |
| Lagtävling 15 km  | IFK Mora (Nils Karlsson, Gunnar Eriksson, Anders Törnkvist)   | IFK Mora (Nils Karlsson, Gunnar Eriksson, Anders Törnkvist)   | 2.52.10 | Kramfors IF                                                   | Kramfors IF                                                   | 2.56.29 | IFK Umeå                                                 | IFK Umeå                                                 | 2.57.19 |
| Lagtävling 30 km  | IFK Mora (Anders Törnkvist, Nils Karlsson, Gunnar Eriksson)   | IFK Mora (Anders Törnkvist, Nils Karlsson, Gunnar Eriksson)   | 5.00.06 | IFK Umeå                                                      | IFK Umeå                                                      | 5.01.12 | Lycksele IF                                              | Lycksele IF                                              | 5.05.13 |
| Lagtävling 50 km  | IFK Mora (Anders Törnkvist, Nils Karlsson, Gunnar Eriksson)   | IFK Mora (Anders Törnkvist, Nils Karlsson, Gunnar Eriksson)   | 8.40.15 | IFK Umeå                                                      | IFK Umeå                                                      | 8.55.28 | Sorsele IF                                               | Sorsele IF                                               | 9.03.08 |

### Damer
| Gren             | Guld                                                    | Guld                                                    | Guld    | Silver        | Silver       | Silver  | Brons        | Brons       | Brons   |
| 10 km            | Märta Norberg                                           | Vårby IK                                                | 42.37   | Gudrun Sjölén | Selångers SK | 42.39   | Mary Hedberg | Vårby IK    | 42.55   |
| Lagtävling 10 km | Vårby IK (Märta Norberg, Mary Hedberg, Anna Strandberg) | Vårby IK (Märta Norberg, Mary Hedberg, Anna Strandberg) | 2.10.02 | Selångers SK  | Selångers SK | 2.11.23 | IFK Enskede  | IFK Enskede | 2.13.03 |

### Webbkällor
- Svenska Skidförbundet